# Nedlloyd

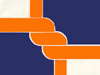
Ancien logo de Nedlloyd.

Nedlloyd était la principale compagnie maritime néerlandaise, basée à Rotterdam. Initialement connue sous le nom de Nedlloyd Lijnen (« Lignes Nedlloyd »), elle constituait au départ un partenariat entre plusieurs compagnies maritimes néerlandaise, dont certaines prestigieuses comme la Royal Rotterdam Lloyd. 
Cependant, à la suite de la fusion des principales compagnies maritimes du pays en 1970, le nom de Nedlloyd ('Nederland Lloyd') fut repris pour désigner à la fois la holding, et la principale compagnie qui en fut issue. L'adjectif « Royal » fut alors apposé à son nom pour former la Koninklijke Nedlloyd et le Koninklijke Nedlloyd Groep. 
Par la suite la compagnie fusionna avec la compagnie briannique P&O en 1996 pour former P&O Nedlloyd puis Royal P&O Nedlloyd. P&O Nedlloyd fut ensuite racheté et intégré dans Maersk, un des deux premiers exploitants mondiaux de services de navires porte-conteneurs.

## Formation
En 1970, une compagnie nouvelle, la « Compagnie néerlandaise de navigation » (Nederlandsche Scheepvaart Unie) ou NSU fut créée à la suite de la fusion de plusieurs compagnies:
- Stoomvaart-Maatschappij Nederland (SMN) basée à Amsterdam
- Koninklijke Java-China-Paketvaart-Lijnen (KJCPL) basée à Amsterdam
- Koninklijke Rotterdamsche Lloyd (KRL) basée à Rotterdam
- Vereenigde Nederlandsche Scheepvaartmaatschappij (VNS) basée à La Haye

En 1981, la Koninklijke Nederlandse Stoomboot-Maatschappij (KNSM) fusionna avec le groupe.